# マタベレ (駆逐艦)
|          |                                                               |
| 艦歴     |                                                               |
| 発注     |                                                               |
| 起工     | 1936年10月1日                                                 |
| 進水     | 1937年10月6日                                                 |
| 就役     | 1939年1月25日                                                 |
| 退役     |                                                               |
| その後   | 1942年1月17日に戦没                                           |
| 除籍     |                                                               |
| 性能諸元 |                                                               |
| 排水量   | 基準：1,850トン、 満載：2,520トン                             |
| 全長     | 377 ft (115 m) o/a                                            |
| 全幅     | 36 ft 6 in (11.13 m)                                          |
| 吃水     | 9 ft (2.7 m)                                                  |
| 機関     | アドミラリティ・ボイラー3基 蒸気タービン、2軸推進、44,000 shp |
| 最大速   | 36ノット                                                      |
| 乗員     | 219名                                                         |
| 兵装     |                                                               |

マタベレ (HMS Matabele, F26) は、1937年進水のイギリス海軍の駆逐艦。トライバル級。

## 艦歴
スコッツ社で建造。1936年10月1日起工。1937年10月6日進水。1939年1月25日就役。就役後本国艦隊に所属。
1940年4月からはノルウェーでの作戦に投入された。5月18日には座礁した巡洋艦「エッフィンガム」の乗員を救助した。
1941年8月、空母「アーガス」によるソ連への戦闘機輸送が行われた（ストレンクス作戦）。「マタベレ」は重巡洋艦「シュロプシャー」、駆逐艦「パンジャビ」、「ソマリ」と共に「アーガス」の護衛と空軍の人員の輸送に従事した。
1942年1月17日、ソ連へ向かうPQ8船団の護衛中にドイツ潜水艦「U454」によって撃沈された。生存者は2名であった。